# کپک سیاه
آلترناریا(نام علمی: Alternaria) نام یک سرده از subdivision قارچ‌های فنجانی است. آلترناریا از قارچ های آلرژن و پیگمانته میباشد. 
این قارچ به محصولات گیاهی چون بادمجان، سیب زمینی ، گوجه فرنگی ، طالبی ، خیار چنبر و... حمله میکند.